# وای‌جی‌ئی‌اکس
وای‌جی‌ئی‌اکس (انگلیسی: YGEX) یک ناشر موسیقی ژاپنی است. دفتر این این شرکت که شرکت تابعهٔ اوکس گروپ است، در توکیو، ژاپن قرار دارد. این شرکت در ۱۲ آوریل ۲۰۱۱ توسط ناشر موسیقی ژاپنی اوکس گروپ و شرکت سرگرمی کره جنوبی وای‌جی انترتینمنت تأسیس شد و اولین باری بود که یک شرکت سرگرمی کره جنوبی یک record labe در ژاپن تاسییس می‌کند. نام وای‌جی‌ئی‌اکس یک تکواژ چندوجهی از وای‌جی انترتینمنت و AVEX است و دو معنا دارد: «EXPERIENCE» و «EXCLUSIVE».